# Pieniężno (przystanek kolejowy)
Pieniężno – posterunek bocznicowy szlakowy i przystanek osobowy, a dawniej stacja kolejowa w Pieniężnie, w województwie warmińsko-mazurskim, w Polsce.
W roku 2017 stacja obsługiwała 20–49 pasażerów na dobę.